# Nökkvi Þeyr Þórisson
Nökkvi Þeyr Þórisson (Dalvík, 13 de agosto de 1999) es un futbolista islandés que juega en la demarcación de extremo para el Sparta de Róterdam de la Eredivisie.

## Selección nacional
Hizo su debut con la selección de fútbol de Islandia en un partido amistoso contra Estonia que finalizó con un resultado de empate a uno tras el gol de Sergei Zenjov para Estonia, y de Andri Guðjohnsen para Islandia.

## Clubes
| Club                        | País           | Año       | Partidos | Goles |
| --------------------------- | -------------- | --------- | -------- | ----- |
| Dalvík/Reynir               | Islandia       | 2018      | 16       | 10    |
| KA Akureyri                 | Islandia       | 2019-2022 | 71       | 30    |
| K Beerschot VA              | Bélgica        | 2022-2023 | 30       | 8     |
| St. Louis City S. C.        | Estados Unidos | 2023-2025 | 44       | 5     |
| Sparta de Róterdam (cedido) | Países Bajos   | 2025-     | 12       | 2     |